# 费利克斯·艾古
费利克斯·艾古（Felix Agu，1999年9月27日—）是一名德國職業足球運動員，司職邊後衛，現效力於德甲球會雲達不萊梅。